# Réhahn
Réhahn (Bayeux, 4 maggio 1979) è un fotografo francese.
È un artista, autore e collezionista francese residente a Hội An, in Vietnam. Il suo lavoro si concentra su progetti fotografici in Vietnam, Cuba, Malesia e India, documentando comunità locali e tradizioni in trasformazione.
Nel 2010, avvia il progetto ‘‘Precious Heritage’’ con l’obiettivo di aumentare il riconoscimento delle diverse tribù del Vietnam attraverso elementi del loro artigianato e ritratti in grande formato di ogni gruppo nei loro costumi tradizionali. Questo progetto esplora le storie e i cambiamenti legati alla globalizzazione e allo sviluppo, che trasformano i territori natii e, di conseguenza, le loro tradizioni.
Il 1º gennaio 2017, Réhahn inaugura il ’’Museo Precious Heritage Art Gallery’’, dove sono conservati oggetti d’arte e costumi tradizionali donati dai capi di numerose tribù. Il museo offre ai visitatori l’ingresso gratuito per scoprire i ritratti, le storie e le tradizioni musicali dei 54 gruppi etnici ufficialmente riconosciuti in Vietnam.
Réhahn ha completato l’incontro con questi gruppi nel settembre 2020, ma continua le sue ricerche per scoprire i numerosi sottogruppi presenti in tutto il Vietnam.

## Carriera
Nel 2007, l’artista si reca per la prima volta in Vietnam nell’ambito di una missione umanitaria con l’associazione Les Enfants du Viêt Nam. In quell’occasione intraprende un’esplorazione del Paese e della sua cultura, realizzando più di 50.000 fotografie.
Nel 2011, dopo numerosi viaggi, decide di stabilirsi in Vietnam, nella città di Hội An, classificata come Patrimonio dell’umanità dell’UNESCO. Qui scatta Hidden Smile, la fotografia di Madame Xong, capitana di una piccola barca turistica, che da allora è stata pubblicata in oltre 100 articoli di stampa in tutto il mondo. Nel 2014 sceglie questa fotografia come copertina del suo primo libro, Vietnam, Mosaic of Contrasts, venduto in 29 paesi e che raccoglie 150 fotografie che illustrano la diversità del paese.
Il 15 giugno 2016, Réhahn partecipa al programma televisivo Échappées belles sul canale France 5, in un episodio dedicato al Vietnam.
Pubblica diversi seguiti del suo primo libro: Vietnam, Mosaic of Contrasts, Volume II nel 2015 e Vietnam, Mosaic of Contrasts, Volume III nel 2020. Pubblica inoltre due altri libri: The Collection, 10 Years of Photography (2018) e 100 Iconic Portraits (2019), per presentare il suo lavoro fotografico su Cuba, Malesia, Sud America e Asia meridionale, oltre che sul Vietnam.

## Fotografie celebri
- Best Friends[6]: Realizzata nel 2014, questa fotografia ritrae Kim Luan, una bambina Mnong di sei anni di fronte a un elefante. L’agenzia stampa Caters di New York ha distribuito lo scatto in più di 25 paesi. La fotografia è stata pubblicata sulla copertina di numerose riviste, tra cui Conde Nast Traveler, The Times e National Geographic.

- Hidden Smile[7]: il ritratto di Madame Xong è stato selezionato per entrare nella collezione permanente del Museo delle Donne Vietnamite, ad Hanoi. Nel 2015 le fotografie Best Friends e Hidden Smile sono entrate a far parte anche della collezione del Museo Casa dell’Asia a L’Avana, Cuba, in seguito alla mostra Valiosa Herencia (Precious Heritage)[8].

- An Phuoc[9]: Questa fotografia è stata pubblicata in numerosi media in Vietnam, così come in testate internazionali come National Geographic, BBC, Business Insider, Independent UK, e sulla copertina delle riviste Globe-Trotters e Geo in Francia.

## Riconoscimenti
Nel dicembre 2014, Réhahn è stato classificato al quarto posto nella Top 10 dei fotografi di viaggio più conosciuti al mondo dal sito boredpanda.com.

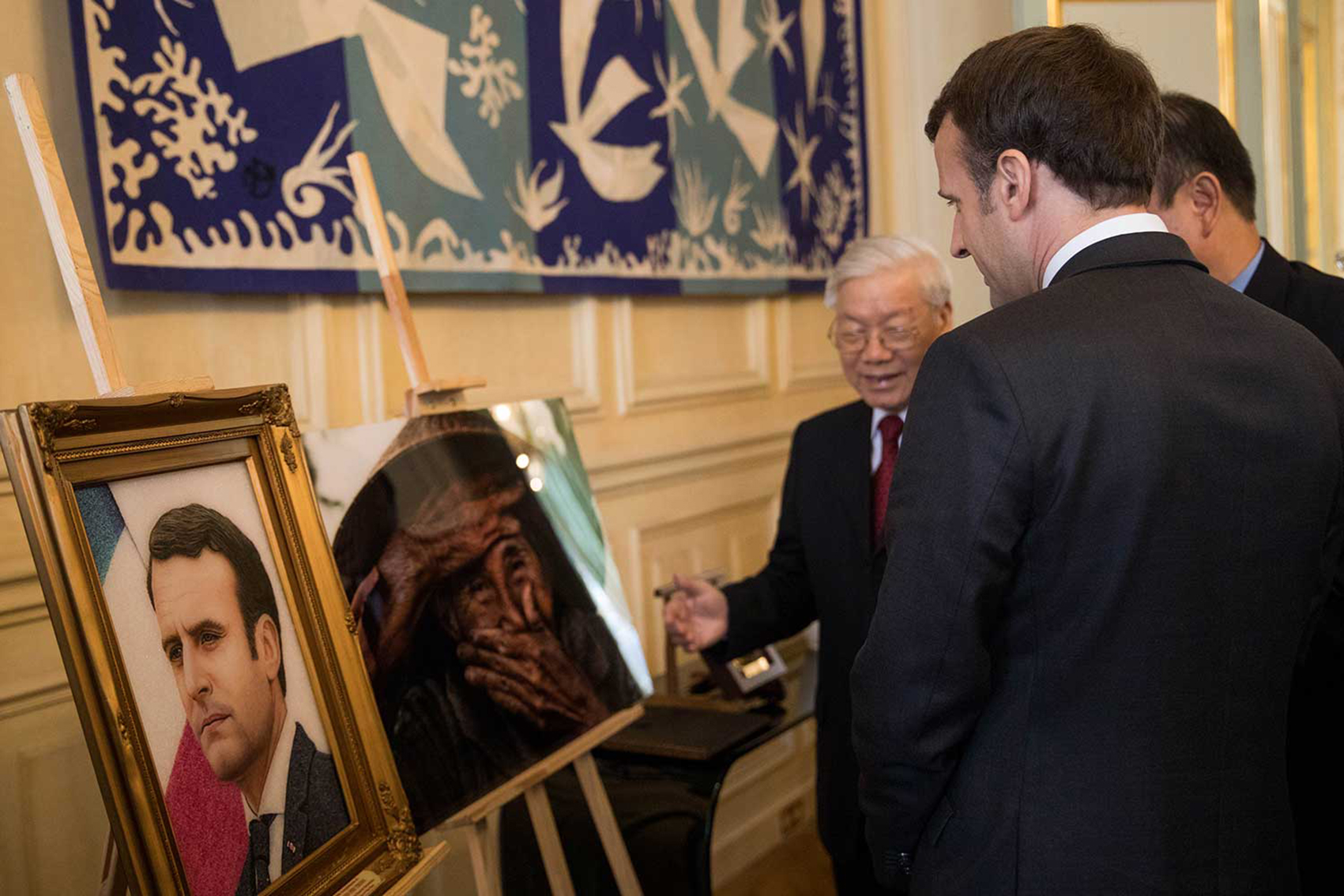
President Emmanuel Macron receives a limited edition of the portrait “Hidden Smile” by Réhahn

Nel gennaio 2016, è stato nominato il secondo fotografo francese più popolare su Internet dal sito francese lense.fr.
Nel marzo 2018, durante una cerimonia ufficiale per celebrare i 45 anni di relazioni diplomatiche tra la Francia e il Vietnam, il Segretario del Partito vietnamita Nguyen Phu Trong, poi divenuto Presidente del Vietnam, ha offerto al Presidente francese Emmanuel Macron una copia in edizione limitata del ritratto Hidden Smile.
Nello stesso mese, Réhahn ha ricevuto il premio Trophée des Français de l'Étranger 2018 dal sito di informazione francese lepetitjournal.com.

## Il progettoPrecious Heritage
Nel 2010, durante un viaggio per incontrare i gruppi etnici del nord del Vietnam, Réhahn scopre la diversità e la ricchezza culturale di queste comunità, ma anche la fragilità del loro patrimonio. I costumi tradizionali, i dialetti, i riti e i saperi ancestrali stanno scomparendo o vengono sostituiti, mentre il paese continua a svilupparsi. Réhahn inizia così a raccogliere i costumi tradizionali donati dai capi villaggio, con l’obiettivo di presentarli e preservare la loro cultura.
Il 1º gennaio 2017, apre il Precious Heritage Art Gallery Museum per rendere più accessibile la comprensione e la promozione delle varie etnie presenti in Vietnam. Esteso su 500 m², questo spazio artistico e culturale ospita più di 200 ritratti fotografici dei membri di ogni gruppo etnico nei loro abiti tradizionali. Oltre alle fotografie, sono esposti oltre 65 costumi tradizionali autentici. Ogni gruppo etnico è presentato e la storia dell’incontro con Réhahn viene raccontata (in inglese, francese e vietnamita).
Nel 2020 Réhahn conclude la sua missione principale: cercare, incontrare e documentare ciascuno dei 54 gruppi etnici ufficialmente riconosciuti del Vietnam.

## Fotografia impressionista
Réhahn ha sviluppato nel 2022 un nuovo stile: la fotografia impressionista, che sfuma i confini tra fotografia e pittura. Ispirato all’Impressionismo e al Post-impressionismo, che mettono l'accento sulla luce, i momenti fugaci e l'essenza emotiva di una scena, l'artista ha iniziato questa tecnica.
Il lavoro fotografico di Réhahn si ispira all'estetica impressionista, esplorando gli effetti della luce, del movimento e della composizione. In un articolo pubblicato su Lenscratch, l'artista esprime il suo interesse per la pittura, in particolare per le opere di Monet, Degas, Cézanne e Van Gogh, e la sua volontà di produrre fotografie che "assomigliano a dei quadri". Questo approccio si ispira anche ad alcune tecniche compositive del giapponismo.
Nel 2023 la città di Honfleur ha organizzato una mostra all’aperto per celebrare il 50º anniversario delle relazioni diplomatiche tra Francia e Vietnam. La mostra, allestita nel Giardino delle Personalità (luogo simbolico dell’impressionismo), presentava una quarantina di fotografie di Réhahn. L’inaugurazione si è svolta alla presenza dell’ambasciatore del Vietnam in Francia, S.E. Dinh Toan Thang, e del sindaco Michel Lamarre. La mostra è rimasta visibile fino al 31 dicembre 2023.
Nel 2024 Réhahn pubblica *L’Impressionnisme, de la photographie à la peinture*, un’opera che esplora le fondamenta dell'impressionismo collegandole alla sua ricerca fotografica. Dopo un prologo poetico, il libro affronta le grandi tematiche del movimento impressionista, i dibattiti sulla pittura en plein air e le riflessioni sull’arte del ritratto. Basandosi su quadri d’epoca e fotografie impressioniste, l’opera propone un dialogo tra passato e presente, mostrando come Réhahn si ispiri ai maestri impressionisti reinventando la texture e la luce nella fotografia contemporanea.
Nel maggio 2025, la Royal Photographic Society dedica a questo approccio un articolo sul RPS Journal, con il titolo *What would Van Gogh have made of Vietnam?*. L’articolo esplora come Réhahn, ispirato dalle lettere di Van Gogh durante la pandemia, abbia sperimentato tecniche fotografiche per evocare la pittura impressionista senza ritocchi digitali. Parla in particolare dell’uso di riflessi nell’acqua e di scene attraverso il fumo degli incendi agricoli, ottenendo un effetto visivo vicino alle pennellate impressioniste.

## Pubblicazioni
Réhahn ha pubblicato diversi libri fotografici bilingui, spesso incentrati sul Vietnam e sul concetto di impermanenza:
- Réhahn (gennaio 2014). Vietnam, Mosaic of Contrasts Volume I (in francese e inglese). ISBN 978-604-936-436-5.
- Réhahn (novembre 2015). Vietnam, Mosaic of Contrasts Volume II (in francese e inglese). ISBN 978-604-86-9307-7.
- Réhahn (dicembre 2018). The Collection, 10 Years of Photography (in francese e inglese).
- Réhahn (novembre 2019). 100 Iconic Portraits (in francese e inglese). ISBN 978-604-951-621-4.
- Réhahn (febbraio 2020). Vietnam, Mosaic of Contrasts Volume III (in francese e inglese). ISBN 978-604-86-4292-1.
- Réhahn (ottobre 2024). Impressionism, From Photography to Painting (in francese e inglese).

## Collezione di manoscritti
Réhahn è anche collezionista di manoscritti ed edizioni antiche dedicate ad Alfred de Musset. Ha iniziato questa collezione all'età di 17 anni, con l'acquisto di una prima edizione del poeta romantico. Secondo il Centre d’Études et de Recherche Éditer/Interpréter (CÉRÉdI) dell’Università di Rouen, la sua collezione comprende oggi oltre un centinaio di manoscritti autografi, edizioni rare, lettere inedite e documenti legati alla vita e all’opera di Musset, costituendo la più grande collezione privata dedicata a questo autore.

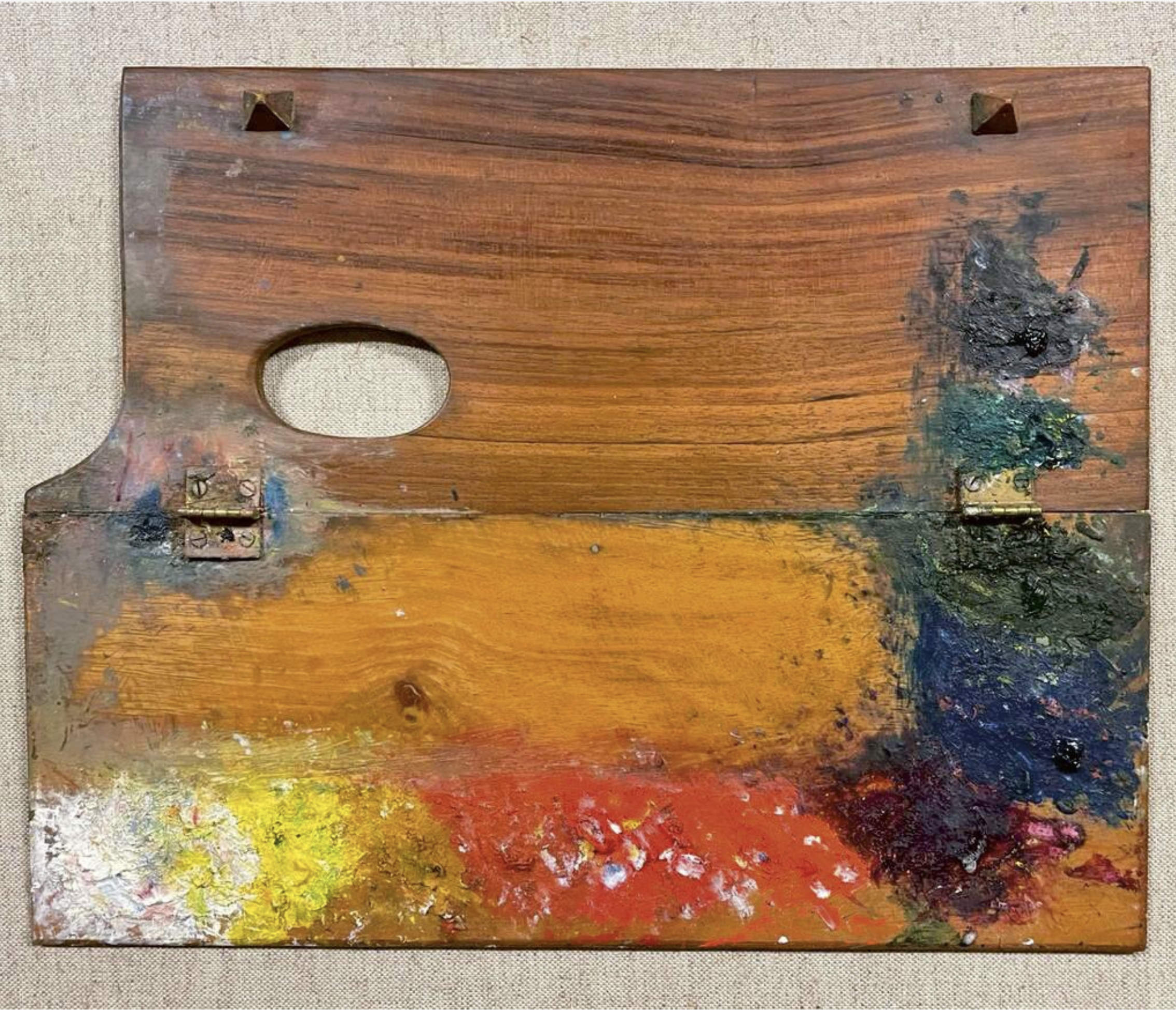
Paletta pieghevole di Caillebotte – Collezione privata di Réhahn

Collabora con il professor Sylvain Ledda, specialista di Musset, alla pubblicazione dell’opera Musset, la collection Réhahn, che sarà edita da Hermann. Partecipa anche alle attività scientifiche del CÉRÉdI, nell’ambito del progetto “Site Musset” e in iniziative di valorizzazione del patrimonio letterario normanno.
Secondo Beaux Arts Magazine, la sua collezione comprende anche pezzi di rilievo come la tavolozza da pittura di Gustave Caillebotte, esposta a New York negli anni '80, e il verbale manoscritto del duello tra Édouard Manet e il critico Edmond Duranty, redatto da Émile Zola in qualità di testimone.

## Il progettoGiving Backe l'impegno umanitario
Il progetto Giving Back è un modo con cui l’artista si assume una responsabilità sociale restituendo a coloro che hanno ispirato le sue fotografie. Con questa filosofia di fotografia responsabile, sia il soggetto che l’artista traggono beneficio dal progetto. L'iniziativa mira a ridistribuire parte dei proventi della vendita delle sue opere per finanziare azioni sociali ed educative, in particolare a favore delle minoranze etniche fotografate nel corso del suo lavoro. Il progetto mira anche a sostenere bisogni individuali (medici, educativi o alimentari) e a migliorare le condizioni di vita a lungo termine in diverse comunità del Vietnam.
Tutto è iniziato con Madame Xong. Dopo aver pubblicato il suo ritratto sulla copertina del suo primo libro Vietnam, Mosaic of Contrasts, Volume I, Réhahn le ha regalato una nuova barca per continuare a imbarcare turisti a Hội An.
Nel settembre 2018, la BBC ha pubblicato un articolo accompagnato dal ritratto di An Phuoc, intitolato The Photos that Change Lives. L’articolo presenta il progetto Giving Back, accanto ad altre iniziative di fotografi come Ami Vitale o Kenro Izu.
Il progetto Giving Back è stato elogiato anche da Christina Noble, fondatrice della Christina Noble Children’s Foundation, che ha scritto una lettera pubblica definendo Réhahn «una gemma rara» e lodando il suo impegno artistico e umanitario. Ha scritto:
«Il tuo progetto Giving Back mi ha toccato profondamente: tornerai nei villaggi e nelle comunità che hai fotografato e porterai loro il sostegno di cui hanno bisogno per migliorare la loro qualità di vita. Questo dimostra la tua dedizione all’umanità.»
Ha inoltre sottolineato il suo contributo alla fondazione CNCF, a sostegno di centinaia di bambini svantaggiati in Vietnam.
Nel 2007 Réhahn scopre il Vietnam per la prima volta nell’ambito di una missione umanitaria con l’associazione francese Les Enfants du Vietnam. Incontra Ti, una giovane ragazza di Hội An, che decide di adottare a distanza, insieme a sua sorella Ni. Questi incontri segneranno l’inizio di un impegno duraturo con le comunità locali.
Le sue realizzazioni concrete includono la creazione di infrastrutture educative in diverse province del Paese:
- Nghĩa Lộ (Yên Bái): alloggio per 24 studenti Hmong.
- Sa Loong (Kon Tum): centro di accoglienza per 20 studenti Sédang, Muong e De Trieng.
- K'Nai (Lâm Đồng): asilo e mensa per 150 bambini Chu Ru e K’Ho.
- Đắk Tô (Kon Tum): casa per 40 ragazze Sédang e Rơ Măm.
- Thanh An (Gia Lai): futuro centro per 70 bambini Jarai e Bahnar.

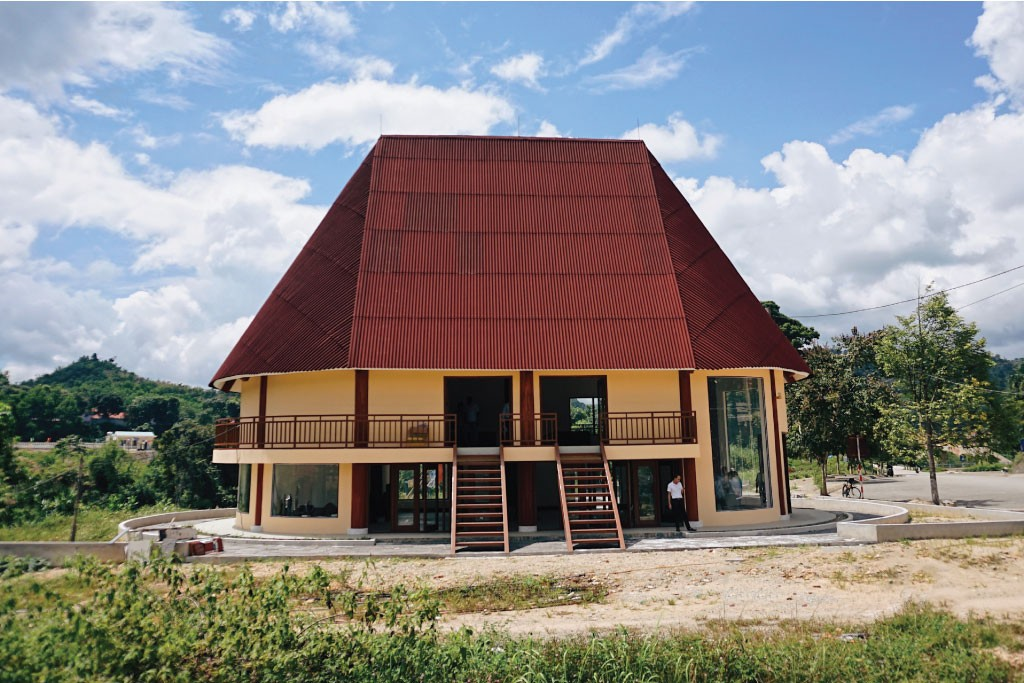
Museo Co Tu

Nel 2017 Réhahn ha inaugurato il Museo Precious Heritage a Hội An. Gratuito e finanziato con fondi propri, è dedicato alla preservazione della cultura dei 54 gruppi etnici vietnamiti, attraverso ritratti, abiti tradizionali e testimonianze raccolte sul campo.
Nel 2019 ha inaugurato il Museo Co Tu, nel distretto rurale di Tây Giang. È il primo museo privato in Vietnam interamente dedicato a un solo gruppo etnico. Costruito secondo l’architettura tradizionale di una guol (la casa comunitaria dei Co Tu), è pensato come centro culturale e simbolico per trasmettere il patrimonio materiale e immateriale. Aperto a tutti, è gestito dalla comunità Co Tu.